# Athyrium brevisorum
Athyrium brevisorum là một loài thực vật có mạch trong họ Woodsiaceae. Loài này được (Wall.) Bedd. miêu tả khoa học đầu tiên năm 1866.